# Bludzie Małe
Bludzie Małe (niem. Klein Bludszen, 1936–1938 Klein Bludschen, 1938–1945 Klein Forsthausen) – osada w Polsce położona w województwie warmińsko-mazurskim, w powiecie gołdapskim, w gminie Dubeninki.
W latach 1975–1998 miejscowość administracyjnie należała do województwa suwalskiego.
We wsi znajduje się zabytkowy rodzinny cmentarz ewangelicki (nr ew. NID A-3009).